# Probenecyd
Probenecyd – organiczny związek chemiczny z grupy benzenosulfonamidów, lek urykozuryczny (zwiększający wydalanie kwasu moczowego) stosowany w leczeniu dny moczanowej i hiperurykemii.

## Mechanizm działania
Probenecyd hamuje transport kwasów organicznych przez barierę nabłonkową, powodując zahamowanie reabsorpcji kwasu moczowego. Takie działanie na cewkę nerkową może przyczynić się do odwrotnego efektu w przypadku wielu leków (metabolity NLPZ związane z kwasem glukuronowym, metotreksat) – zahamowanie sekrecji nerkowej przyczynia się do wzrostu ich stężenia w osoczu.
Probenecyd hamuje także transport kwaśnych metabolitów monoamin i niektórych leków (np. penicyliny) przez barierę krew–mózg do osocza. Zmniejsza wydalanie z żółcią środków stosowanych w diagnostyce, a także ryfampicyny, przez co wzrasta jej stężenie w osoczu.

## Zastosowania terapeutyczne
- Dna moczanowa – na początku leczenia probenecydem należy podać równocześnie kolchicynę lub NLPZ, żeby zapobiec napadowi dny moczanowej. Ponadto probenecyd, zwiększając wydalanie kwasu moczowego, może przyczynić się do rozwoju kamicy nerkowej, w związku z czym nie powinien być stosowany u chorych z kamieniami nerkowymi lub z dną powikłaną nadprodukcją kwasu moczowego.
- Adiuwant – probenecyd podany z penicyliną, hamuje jej wydalanie, zwiększając jej stężenie we krwi i znacznie wydłużając jej biologiczny okres półtrwania, a co za tym idzie – czas działania (metoda stosowana w leczeniu rzeżączki i kiły układu nerwowego). Pozwala to na znaczne obniżenie dawek stosowanych w lecznictwie[2].

## Farmakokinetyka
Wchłania się w 100% z przewodu pokarmowego. Szczytowe stężenie w osoczu osiąga po 2–4 godzinach od doustnego podania. Około 90% leku wiąże się z albuminami. Probenecyd wydzielany jest głównie przez kanalik proksymalny i w procesie filtracji nerkowej.

## Działania niepożądane
- podrażnienie przewodu pokarmowego (ryzyko wzrasta z dawką)
- reakcje nadwrażliwości – zwykle łagodne, występują rzadko

Do objawów przedawkowania należą pobudzenie OUN, drgawki i niewydolność oddechowa (może być przyczyną zgonu).

## Użycie pozamedyczne
Bywa używany przez sportowców w celu zamaskowania zażywania anabolików.